# Synagoga Chany i Abrahama Lednitzerów w Krakowie
Synagoga Chany i Abrahama Lednitzerów – synagoga znajdująca się w Krakowie, w podworcu kamienicy przy ulicy Mostowej 8, na Kazimierzu.
Synagoga została zbudowana w 1907 roku z inicjatywy małżeństwa Chany i Abrahama Lednitzerów, według projektu architekta Beniamina Torbego. Podczas II wojny światowej hitlerowcy zdewastowali wnętrze synagogi. Od czasu zakończenia wojny wykorzystywana jest niezgodnie ze swoim pierwotnym przeznaczeniem.
Murowany budynek synagogi wzniesiono na planie prostokąta. Do dziś częściowo zachował się wystrój zewnętrzny budynku, w tym półokrągle zakończone okna.

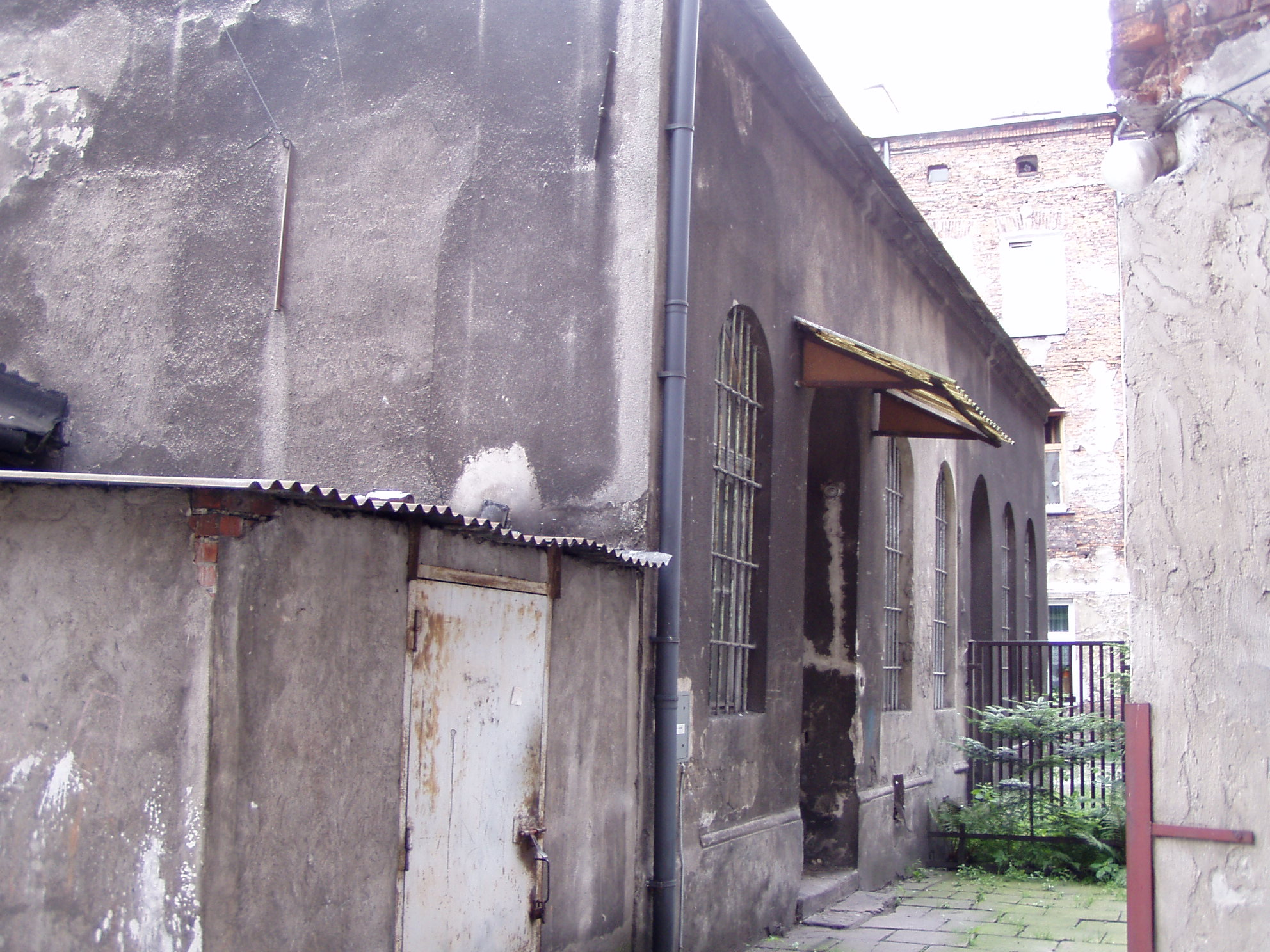
Budynek synagogi
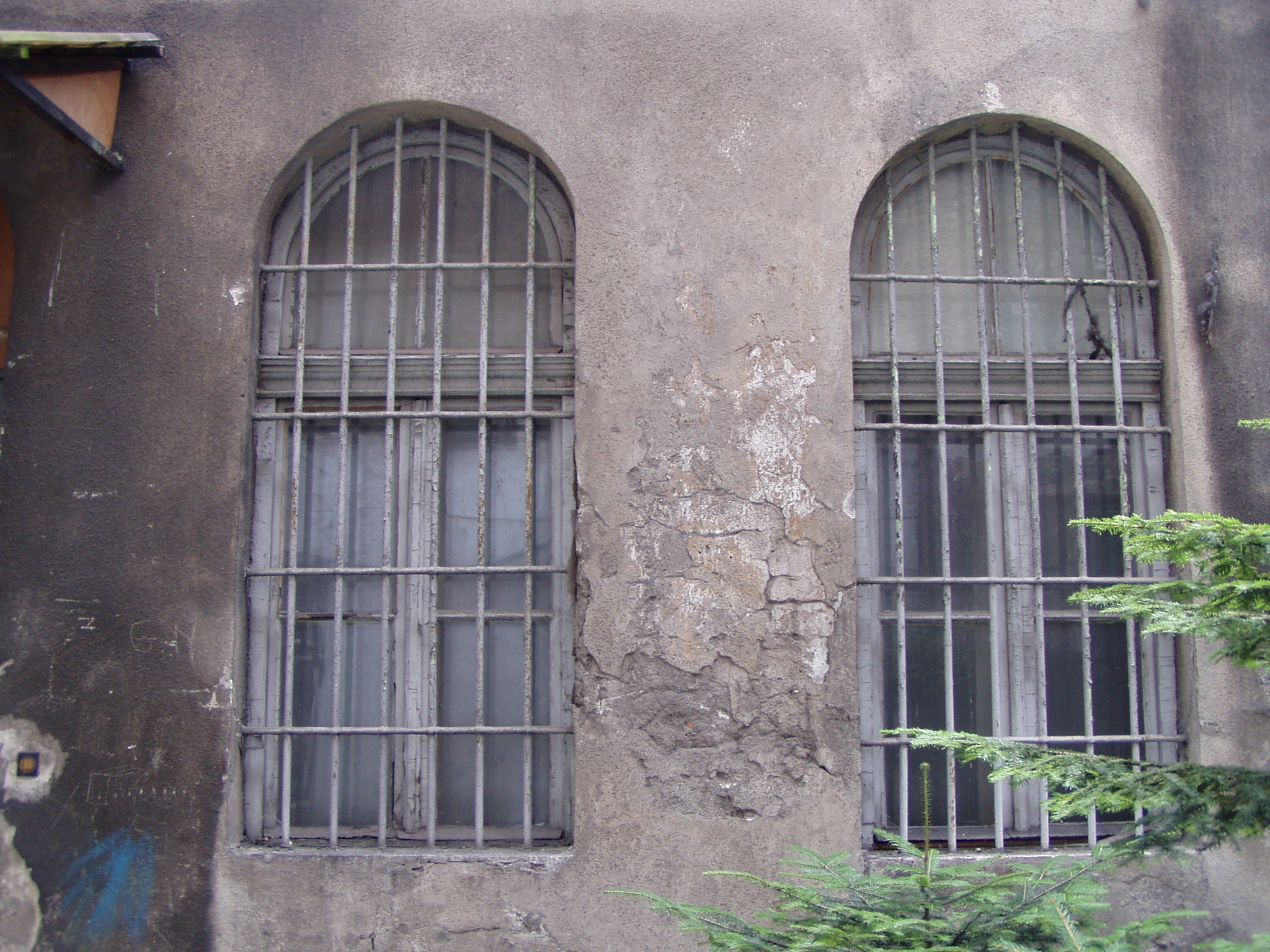
Półokrągle zakończone okna
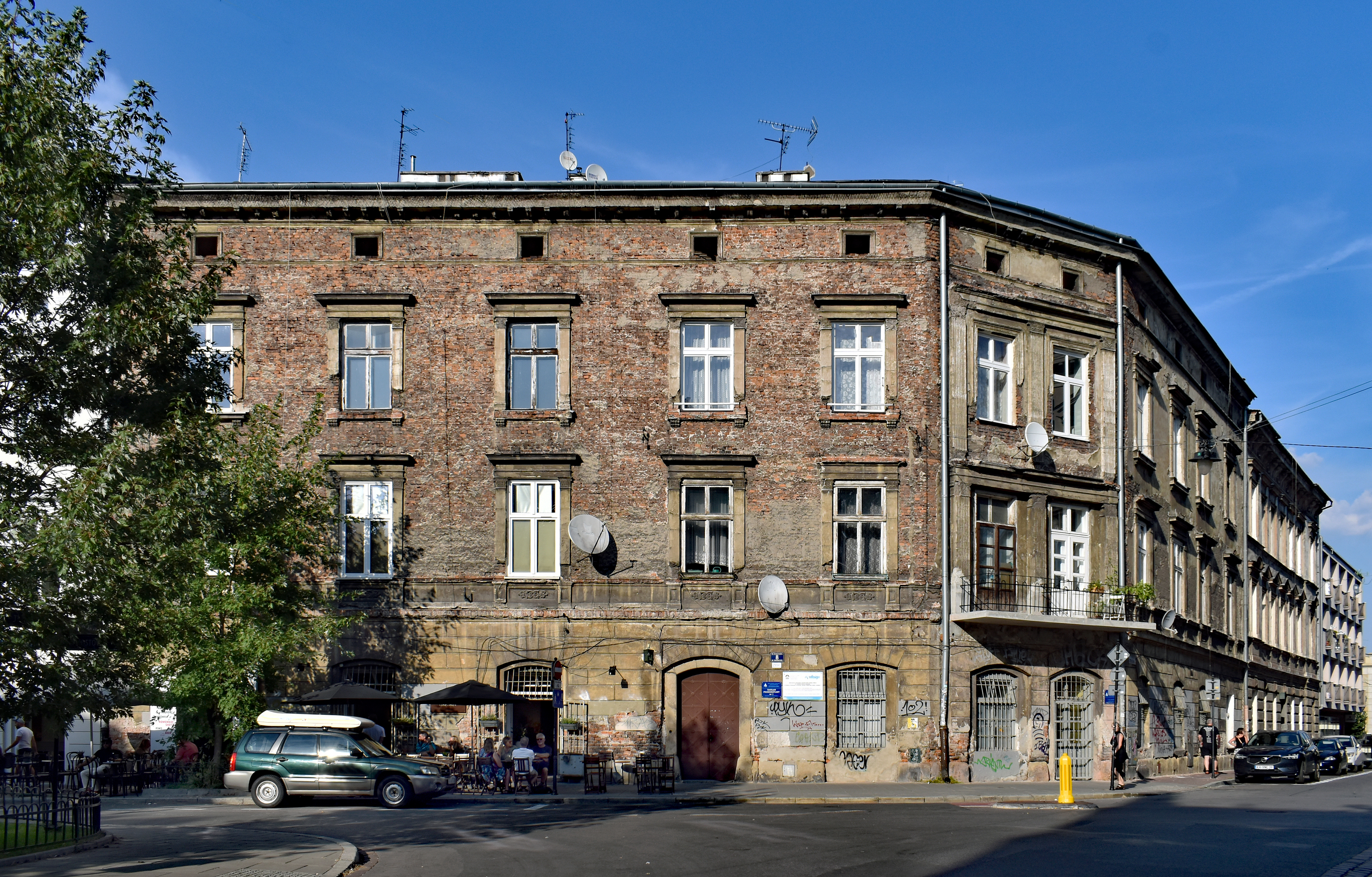
Kamienica frontowa